# Mantinge
Mantinge é uma cidade dos Países Baixos, na província de Drente. Mantinge pertence ao município de Midden-Drente, e está situada a (52° 48' 02" N 6° 36' 43" E).
A área de Mantinge, que também inclui as partes periféricas da cidade, bem como a zona rural circundante, tem uma população estimada em 190 habitantes.